# Loczka József
Loczka József (Németpróna, 1855. március 14. – Budapest, 1912. március 8.) magyar ásványkémikus (mineralógus), a Magyar Nemzeti Múzeum ásványtárának igazgató őre, több analitikai módszer kidolgozója; Loczka Alajos kémikus apja.

## Életpálya
Loczka József timármester és Kotschner Róza fia. Elemi iskoláit szülőföldjén és a magyar nyelv elsajátítása végett Léván járta; ugyanott az I. gimnáziumi osztályt, a II-VI.-at Besztercebányán; a VII. és VIII. osztályt, miniszteri engedéllyel egy év alatt Nyitrán 1875. július 25-én végezte. Az önkéntességi szolgálatra a 32. ezredbe vétetett fel Pozsonyban, melynek kötelékébe 1878. január 26-ig tartozott, amikor tényleges szolgálatra jelentkezett és katonai felülvizsgálat alapján mint katonai szolgálatra alkalmatlant elbocsátották.
1875-ben a budapesti egyetem bölcseleti fakultásán a mennyiségtan-természettani szakra beiratkozott. De a következő évben a vegytant választotta tárgyául; azonkívül a természettant és ásványtant is hallgatta. A tanfolyam elvégzése után, Krenner József ajánlatára és Semsey Andor anyagi segélyezésével a Than Károly vezetése alatt álló egyetemi vegytani intézetben ásvány-elemzéssel foglalkozott. 1880-ban tornatanítói tanfolyamot látogatott és május 15-én tornatanítói oklevelet nyert. Majd a vegytanból és a természettanból a középiskolai tanári vizsgálatot letette és 1882. május 22-én tanári oklevelet kapott. Azon év október 2-án a Magyar Nemzeti Múzeum ásványtáránál rendszeresített vegyészi állást elnyerte, 1912-ig volt az ásványtár munkatársa majd igazgatója.
1883-ban félévi szabadsággal Bécsben Ludwig egyetemi kémiaitanár laboratoriumában az ásványelemzésben tökéletesítette magát. 1893. június 17-én múzeumi őrré nevezték ki. Önkezével vetett véget életének.
Hazai és külföldi ásványokon kívül sok régészeti tárgyat is elemzett. Számos tanulmánya és cikke a Földtani Közlönyben jelent meg. Doelter bécsi egyetemi tanár Handbuch der Mineralchemie című művének munkatársa volt.

## Kutatási területei
Több analitikai módszert tökéletesített, az ásványok kémiai szerkezetének megállapításával is foglalkozott.

## Művei
- Egy földpát mennyiségi analysise. Bpest, 1880. (Közlemények a m. k. egyetem vegytani intézetéből, előadta Than Károly. Értekezések a term. tud. köréből X. 1. szám III.)
- Ásvány-chemiai vizsgálatok. Uo. 1884. (Wollastonit Rézbányáról, Schmithsonit Pelsőcz-Ardóról. Különnyomat a Természetrajzi Füzetekből. Németül: Uo.)
- Magyar arsenopyritek vegyi elemzése. Uo. 1885. (Különny. a Természetrajzi Füzetekből. Németül: Uo.)
- Ásványelemzési közlemények. Uo. 1885. (Értek. a term. tud. kör. XV. 1.)
- Ásványelemzési közlemények. Uo. 1887. (avalai arsenopyrit elemzése, Az arsenopyrit összetételének kipuhatolására vonatkozó néhány kisérlet. Különny. a Földtani Közlönyből. Németül: Uo.)
- Hazai bronzkori tárgyak vegyelemzése. Uo. 1889. (Mathem. és Természettud. Értesítőből. Németül: Uo.)
- Ásványelemzések. Uo. 1891. (Kősó Deésaknáról, Zirkon Ausztráliából, Egy Rákosról való közönséges opál belső fehér válmánya. Különny. a Földtani Közlönyből. Németül: Uo.)
- Ásvány-elemzések. Uo. 1891. (Antimonit Felsőbányáról, Antimonit Magurkáról, hessit Botesről, Tellur Facebayáról, Haematit a Hargitáról, Tetradymit Rézbányáról, Fauserit Hodrusbányáról, Kősó Tordáról, Kősó Vízaknáról. Mathem. és Természettudom. Közlemények XXIV. 6.)
- Adatok a pyrit chemiai constitutiójának ismeretéhez. Uo. 1892. (Különny. a Földtani Közlönyből. Németül: Uo.)
- A thallium viselkedése savanyú oldatokban hydorgen sulfiddal szemben arsen, antimon és ón jelenlétében. Uo. 1897. (Különnyomat a Magyar Mathem. Folyóiratból.)
- A gyémántról. Crookes William után angolból. Uo. 1898. (Különny. a Természettudom. Közlönyből).
- Eine kleine Spritzflasche. Berlin, 1898. (Különny. a Zeitschrift für Analytische Chemieből.)
- Az ókorban használt fémek. Uo. 1899. (Gladstone I. H. után angolból. Különnyomat a Természettudományi Közlöny LII. Pótfüzetéből).
- Irodalom. A mesterséges ásványokról. Ugyanott, 1899. (57 könyv és czikk ismertetése. Különnyomat a Földtani Közlönyből.)